# مارولوس ماروین هاگلر
مارولوس ماروین هاگلر (انگلیسی: Marvelous Marvin Hagler؛ زادهٔ ۲۳ مهٔ ۱۹۵۴ – درگذشتهٔ ۱۳ مارس ۲۰۲۱) بوکسور اهل ایالات متحده آمریکا بود.